# Denise Di Novi
Denise Di Novi (Los Angeles, 21 marzo 1956) è una produttrice cinematografica, produttrice televisiva, regista e giornalista statunitense.

## Biografia[1]
Quando aveva tre anni, Denise e la sua famiglia si trasferirono a Los Angeles da New York, dove suo padre Gene Di Novi - un musicista - compose le musiche per gli spettacoli televisivi di Danny Thomas, Dick Van Dyke e Andy Griffith. In precedenza, Gene aveva lavorato con Doris Day, Lena Horne e Peggy Lee. Alla fine del 1960, la famiglia si trasferì di nuovo, questa volta a Toronto in Canada, dove la madre di Denise, Patricia, morì di cancro.
Ha due figli, Mac e Nicholas, ed è sposata con il regista Christopher Taylor.
Di chiare origini italiane, il 5 maggio 2018 è stata in visita nella città di Campagna, in provincia di Salerno, dove è nato il nonno paterno.

## Carriera
Denise ha studiato comunicazione al Simmons College, Massachusetts, dove ha ottenuto una laurea in giornalismo. Dopo aver lavorato come redattrice al National Observer e come pubblicista per Canada AM, ha in seguito realizzato dei reportage per la Citytv di Toronto, da cui dimise nel 1980 per iniziare a lavorare come addetto stampa sul set di Final Assignment, un film ambientato a Toronto con protagonista Geneviève Bujold. In seguito, per la casa di produzione Film Plan di Montréal produsse, ricoprendo diversi ruoli, nove importanti film, tra cui Scanners e Videodrome. Nel 1983, la Film Plan si trasferì a Los Angeles fondendosi con la Arnold Kopelson's Film Packages.
Denise si unì poi alla New World Pictures come vicepresidente esecutivo di produzione. Ha poi spostato il suo interesse sulle produzioni indipendente, producendo il cult movie Schegge di follia, interpretato da Winona Ryder. Ha successivamente lavorato con la Tim Burton Productions ed è stata responsabile della produzione di molti dei film di maggior successo di Burton. Ha infine fondato la sua società di produzione, la Di Novi Pictures, nel 1993, presso la Columbia Pictures, in seguito entrata in seno alla Warner Brothers Pictures, dove tutt'oggi lavora.
Denise ha prodotto circa 35 film, tra cui cinque dalla sua partnership con Tim Burton (Edward mani di forbice, Batman Returns, The Nightmare Before Christmas, Ed Wood e James e la pesca gigante) e diversi film basati sui libri di Nicholas Sparks (Le parole che non ti ho detto, I passi dell'amore, Come un uragano e the Best of Me - Il meglio di me).
Per quattro anni, Denise è stata produttore esecutivo di The District, la serie creata da Terry George in prima serata su CBS.

## Filmografia parziale

### Regista
- L'amore criminale (Unforgettable) (2017)
- Outlander – serie TV, episodi 4x05, 4x06 (2018)